# Aubange
Aubange (niem. Ibingen; wa. Åbindje; lb. Éibeng, Éiben) – miasto  w Belgii, w Regionie Walońskim, siedziba administracyjna prowincji Luksemburg oraz okręgu Arlon. 1 stycznia 2024 roku liczyło 17 845 mieszkańców. Pod względem powierzchni jest najmniejszym miastem w prowincji.

## Podział administracyjny
W skład miasta wchodzą trzy dzielnice (section):
- Athus (Athem)
- Halanzy (Holdingen)
- Rachecourt (Ressig)